# 2680 Mateo
2680 Mateo је астероид главног астероидног појаса чија средња удаљеност од Сунца износи 2,402 астрономских јединица (АЈ).
Апсолутна магнитуда астероида је 13,5.